# Памятник детям блокадного Ленинграда (Ереван)
Детям блокадного Ленинграда — памятник, открытый в 2015 году в парке имени Ваагна Давтяна общины Арабкир в Ереване, Армения. Посвящён погибшим детям и детям, пережившим блокаду Ленинграда, продолжавшуюся с 8 сентября 1941 года по 27 января 1944 года в ходе Великой Отечественной Войны.
Памятник представляет собой скульптуру женщины и ребенка. Изготовлен в Санкт-Петербурге из чёрного гранита, привезённого из Армении. Авторы памятника — скульптор Владислав Маначинский, архитекторы Тигран Барсегян, Анатолий Чернов, Лада Чернова

## История
Памятник установлен в благодарность за заботливое отношение, проявленное ко многим детям, чудом пережившим блокаду Ленинграда, длившуюся с 8 сентября 1941 года по 27 января 1944 года, и нашедшим убежище в Советской Армении. Во время Великой Отечественной войны 200 детей были перевезены из Ленинграда в Армению.
Памятник был открыт 30 апреля 2015 года. На торжественном открытии памятника присутствовали тогдашние мэр Еревана Тарон Маргарян и губернатор Санкт-Петербурга Георгий Полтавченко, ветераны и молодое поколение армян.

## Инцидент
29 января 2024 года некий Самвел Ширинян снёс венки с постаментов мемориала, установленные представителями посольства России в Армении, Россотрудничества и общественными организациями в честь 80-ти летия снятия блокады города, и растоптал ленту в цветах российского флага, снимая происходящее на видео. На следующий день Следственными комитетами России и Армении были возбуждены уголовные дела по факту вандализма, а глава представительства Россотрудничества в Армении Вадим Фефилов написал официальное обращение в Генеральную прокуратуру Армении.
31 января жители Еревана и представители общественных организаций провели акцию в защиту памятника, возложив цветы и венки у его подножья, а священники ААЦ и РПЦ отслужили заупокойную литию по погибшим во время блокады детям. 
Тогда же стало известно, что вандал был задержан при попытке побега с территории Армении на пограничном пункте «Баграташен» (граница с Грузией), а на следующий день Следственный комитет Армении предъявил ему обвинения по п.3 ч.2 статьи 329 УК РА «Публичное выступление, направленное на разжигание или пропаганду ненависти, дискриминации, нетерпимости или вражды».

## Галерея

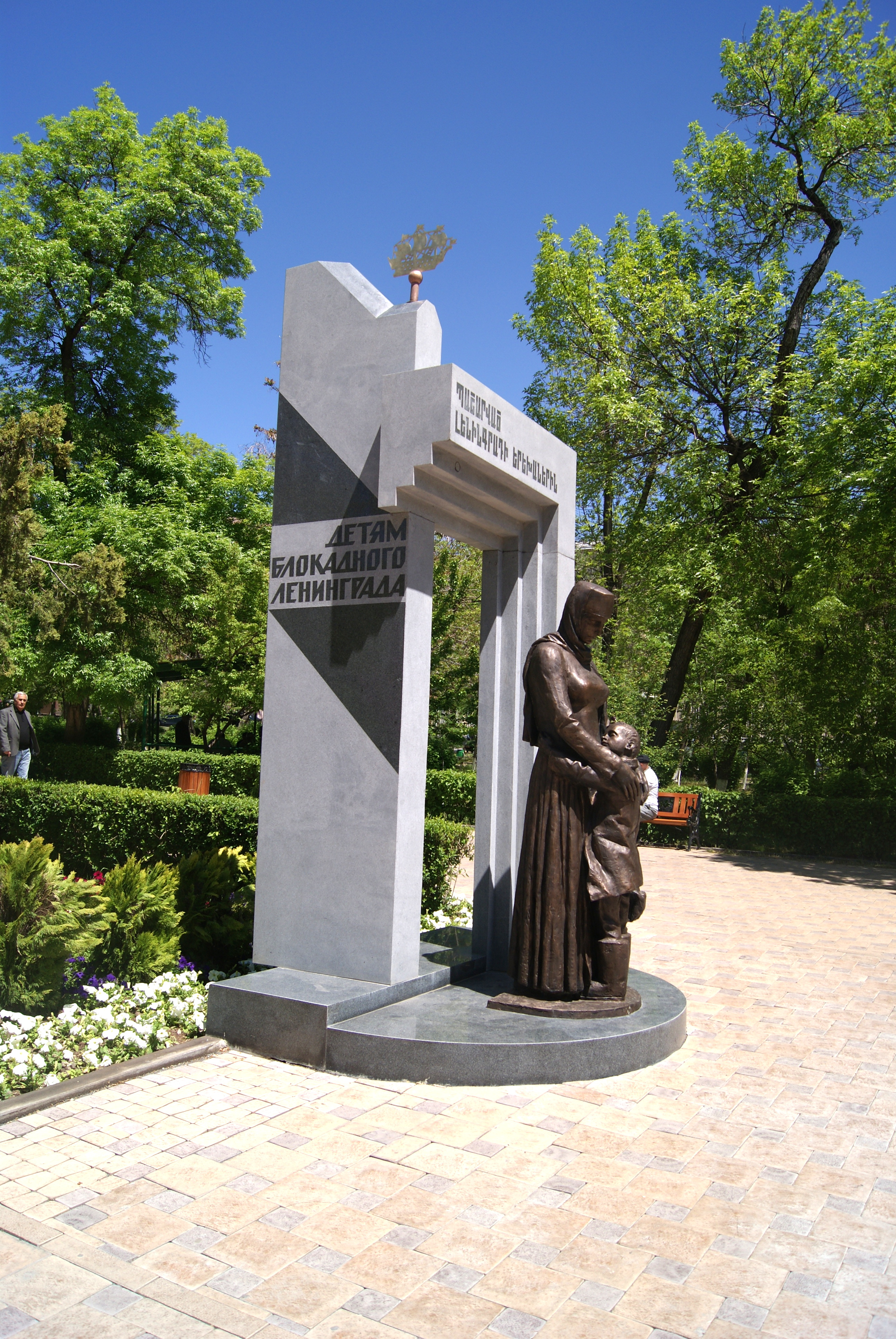
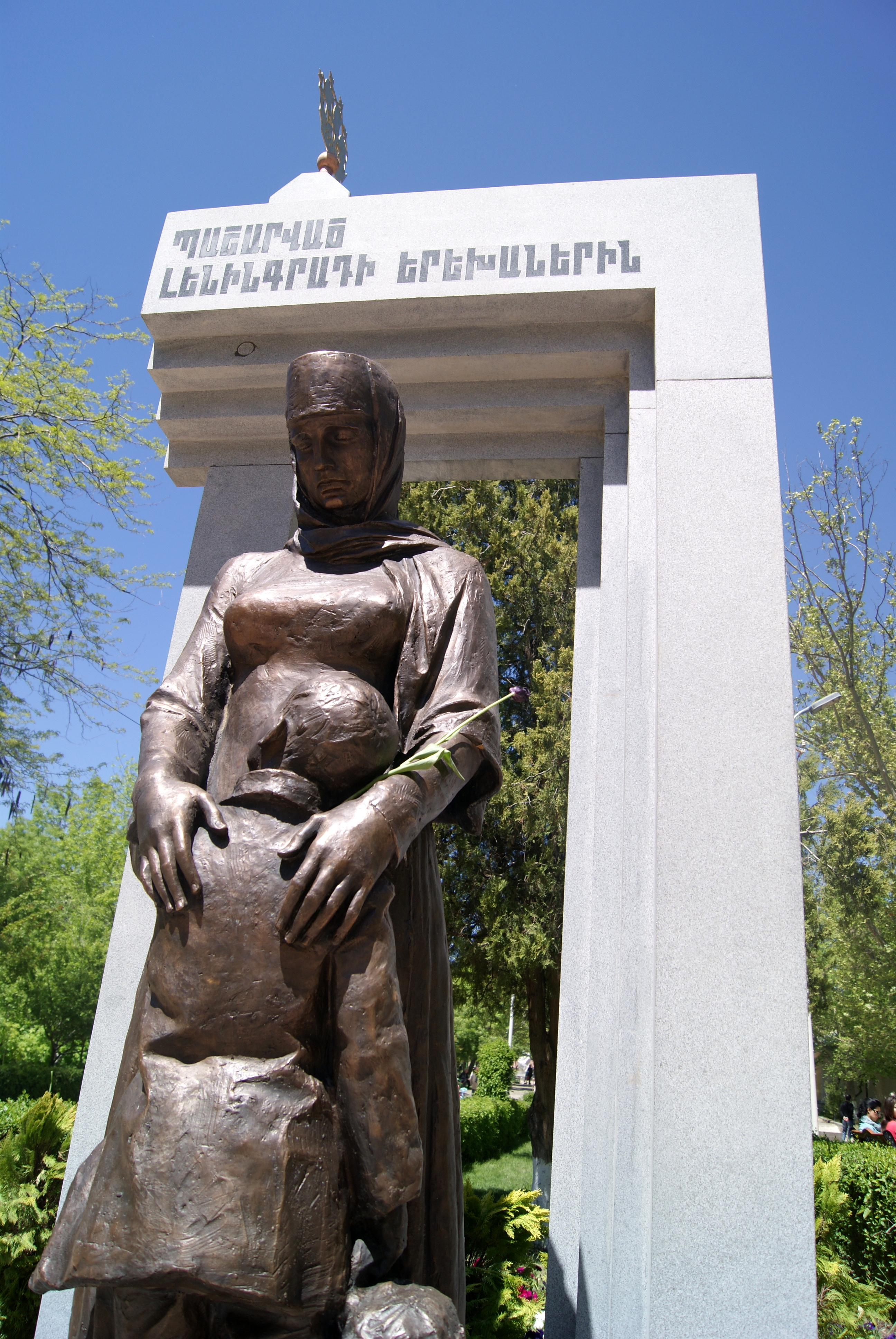
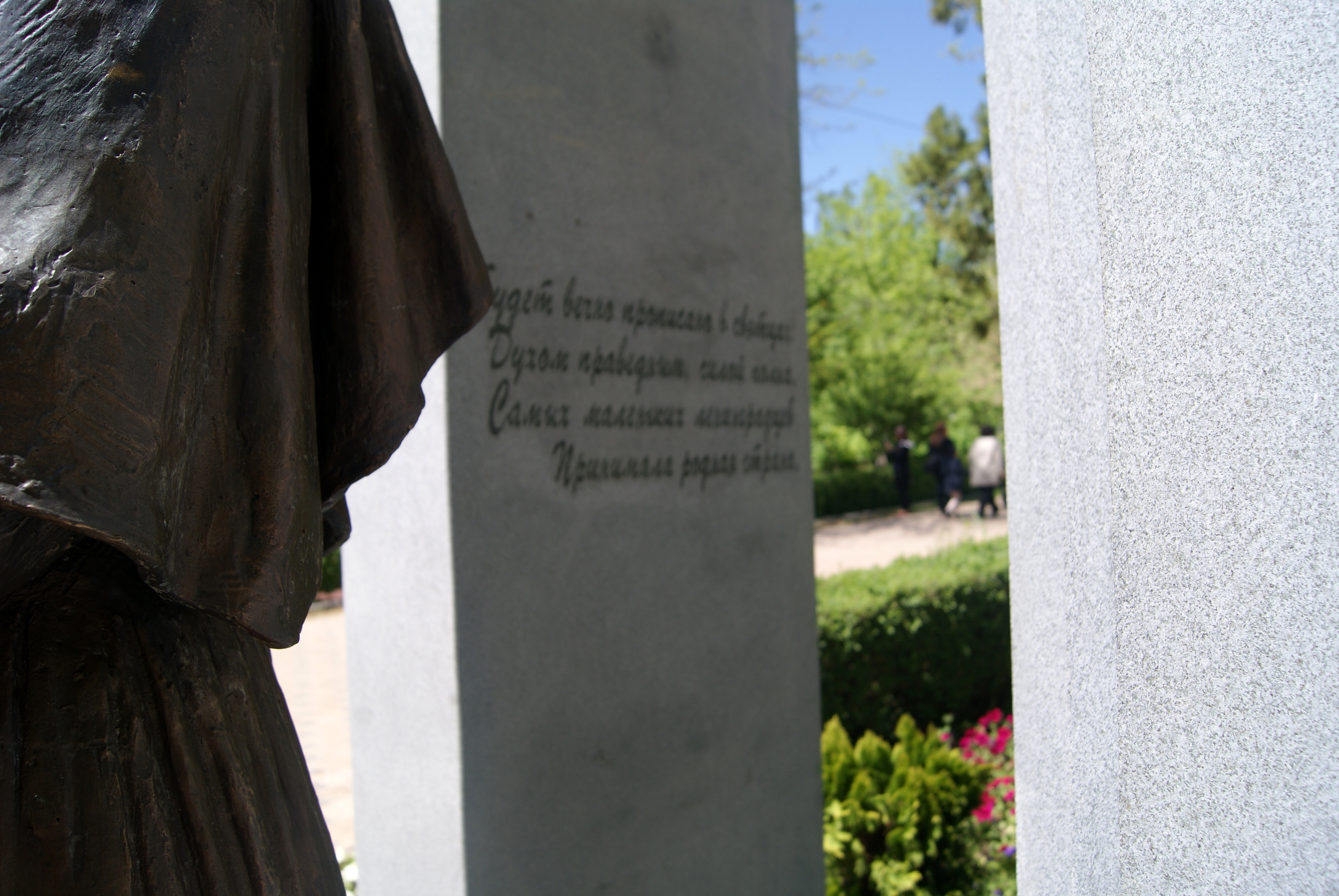
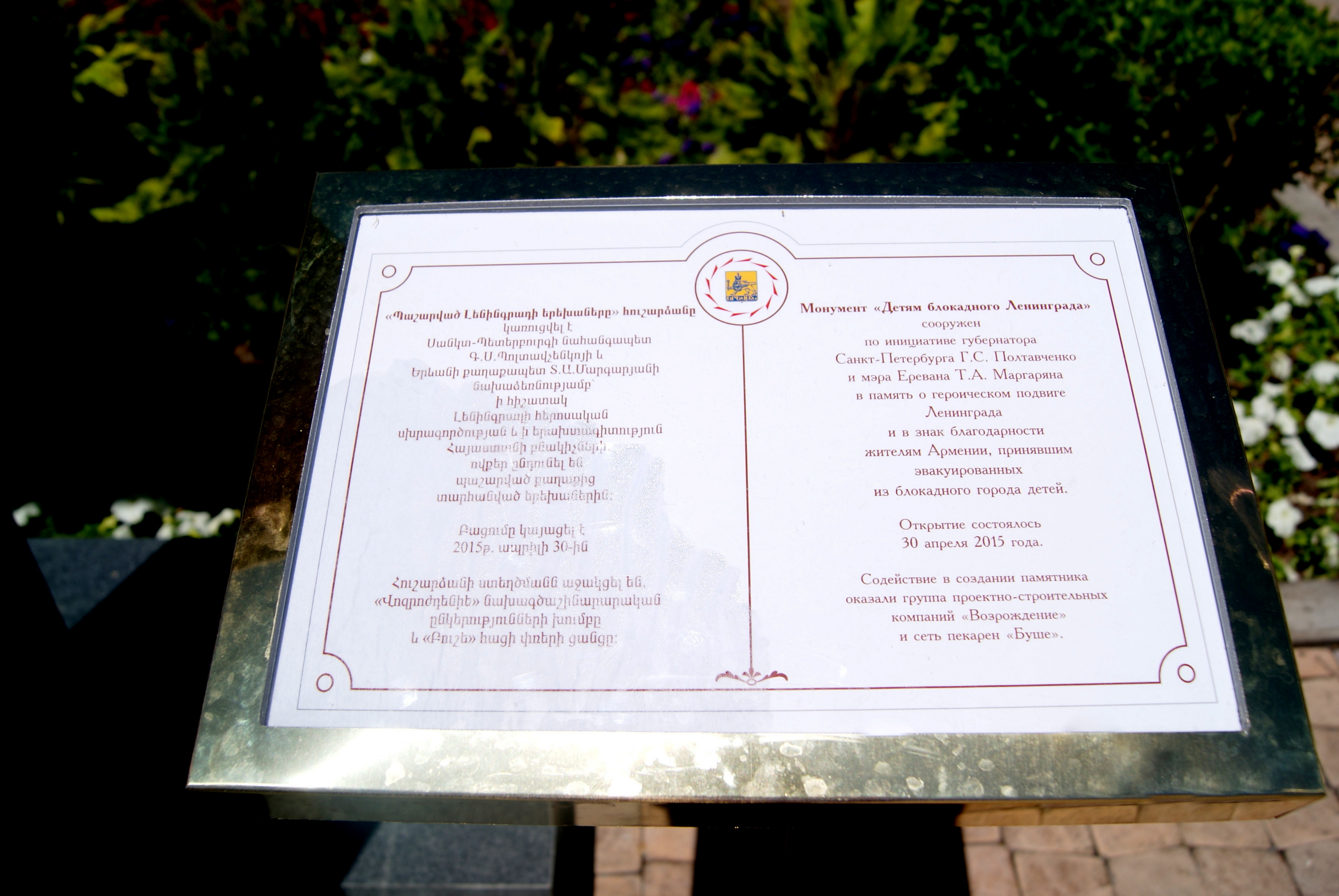
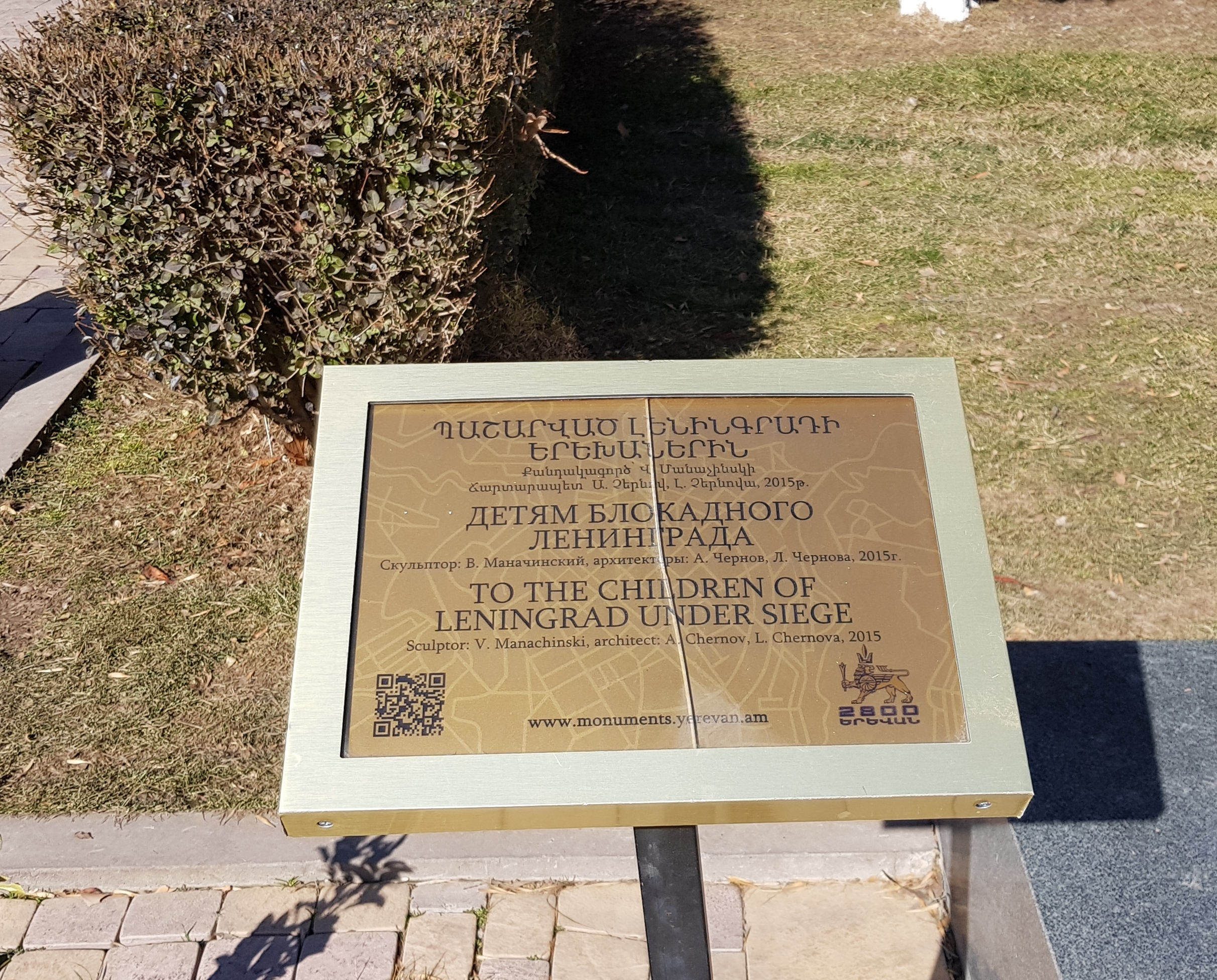
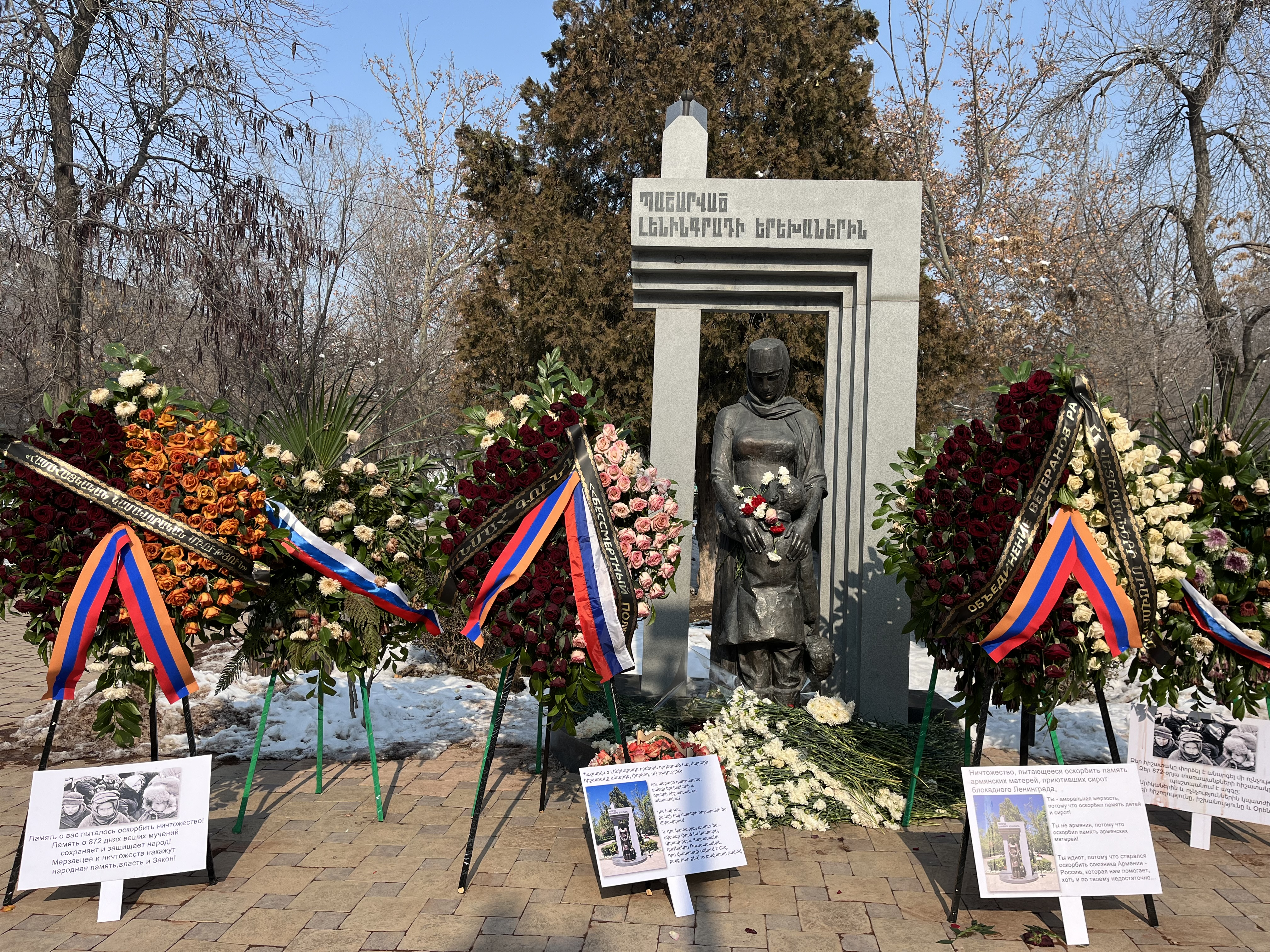
80-летие полного снятия блокады Ленинграда
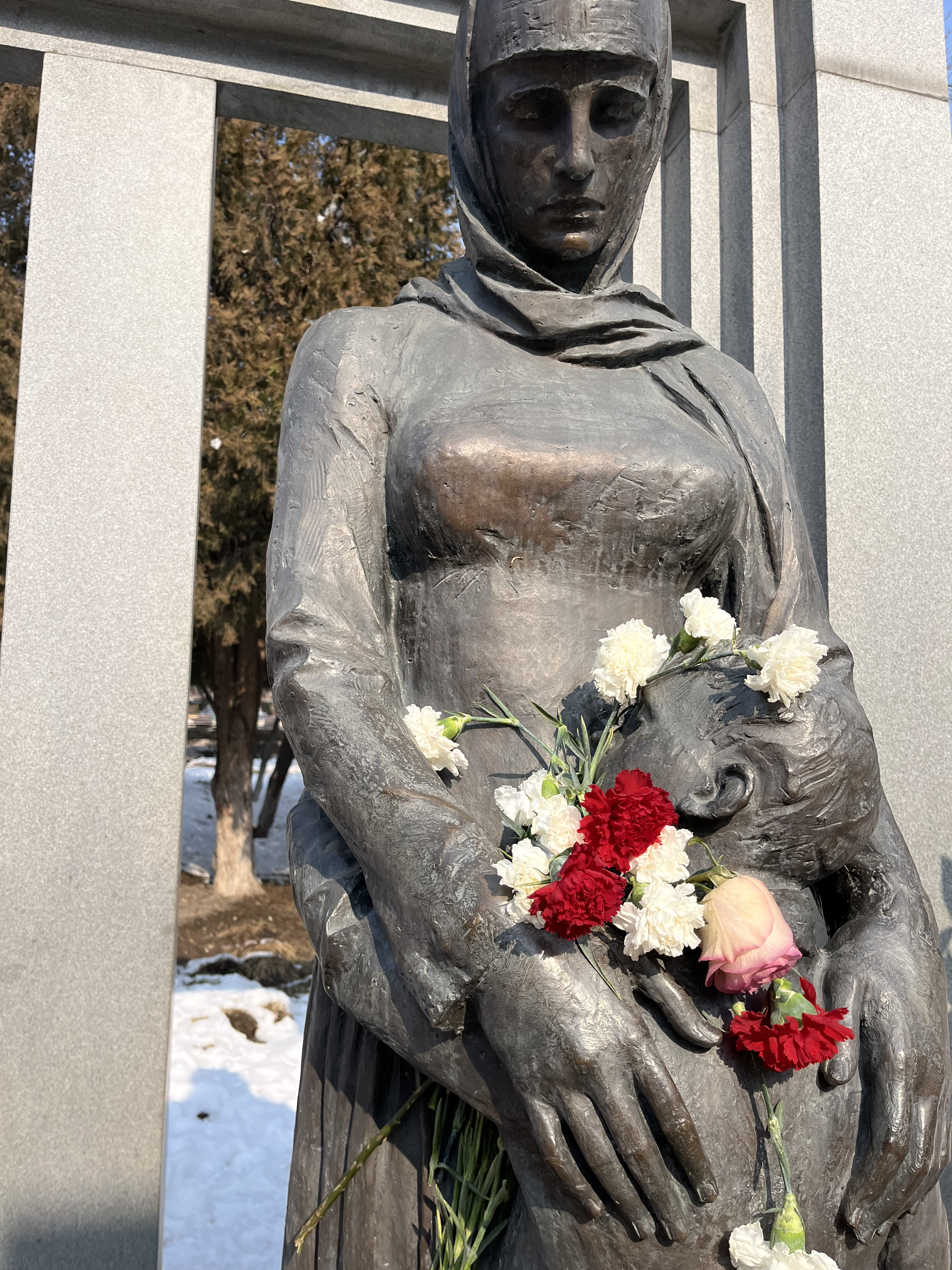